# Eugénie de Beauharnais

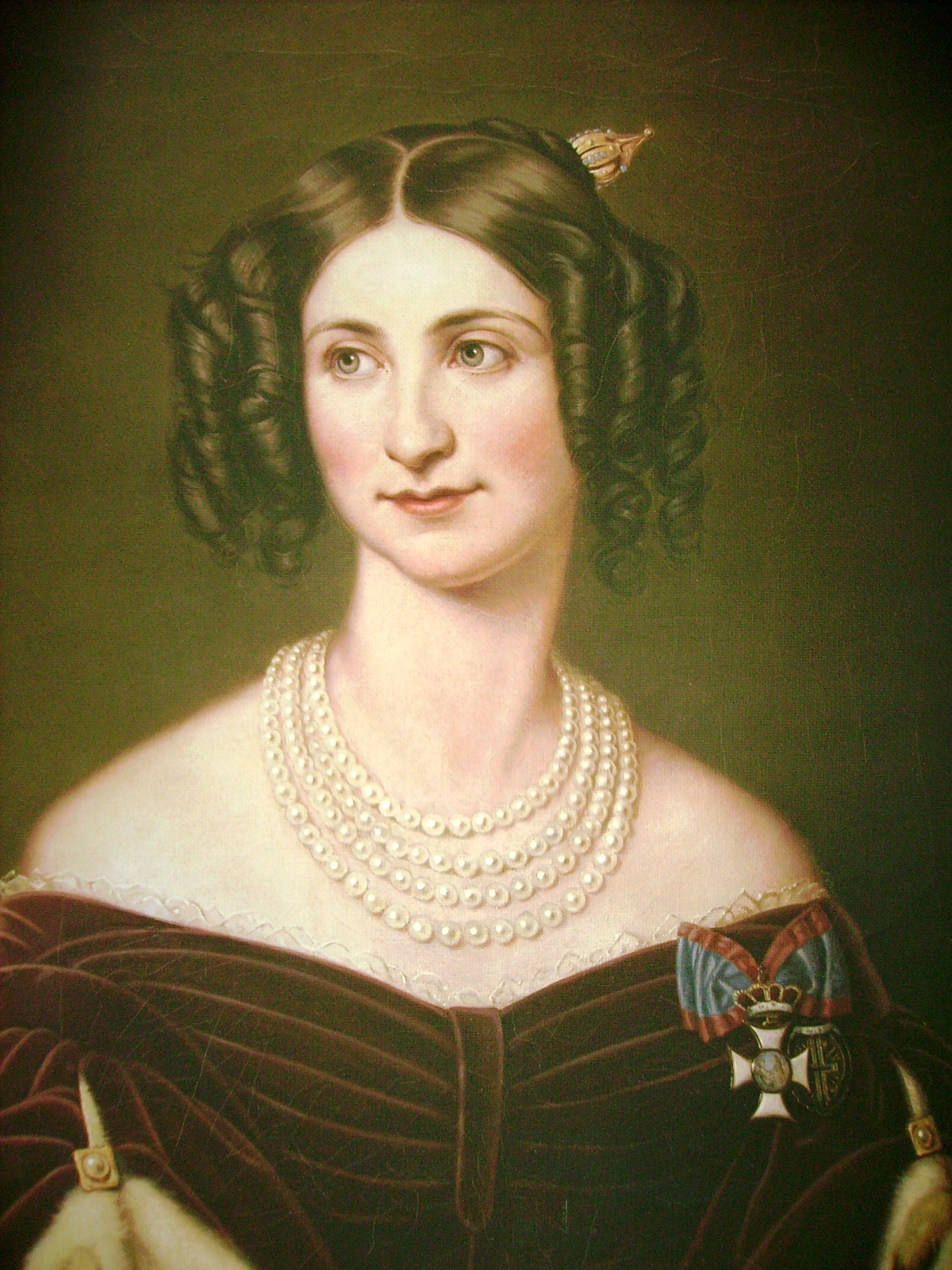
Eugénie de Beauharnais, Fürstin von Hohenzollern-Hechingen

Eugénie Hortense Auguste Napoléone de Beauharnais, Prinzessin von Leuchtenberg (* 23. Dezember 1808 in Mailand; † 1. September 1847 in Freudenstadt) war eine deutsch-französische Adlige. Sie war die letzte Fürstin von Hohenzollern-Hechingen und brachte als Stiefenkelin des französischen Kaisers Napoleon Bonaparte ein erhebliches Vermögen in die kleine Residenz. Als Ehefrau des Erbprinzen und späteren Fürsten Konstantin von Hohenzollern-Hechingen war sie für ihre Wohltätigkeit, Frömmigkeit und Volksnähe bekannt. Insbesondere trat sie durch zahlreiche Stiftungen hervor, die sie Kirche, Kinderhäusern, Krankenspitälern und dem Altersheim zukommen ließ. Unter dem Fürstenpaar erlangte Hechingen für einige Jahre eine kulturelle Blüte.

## Familiäre Herkunft

### Eltern

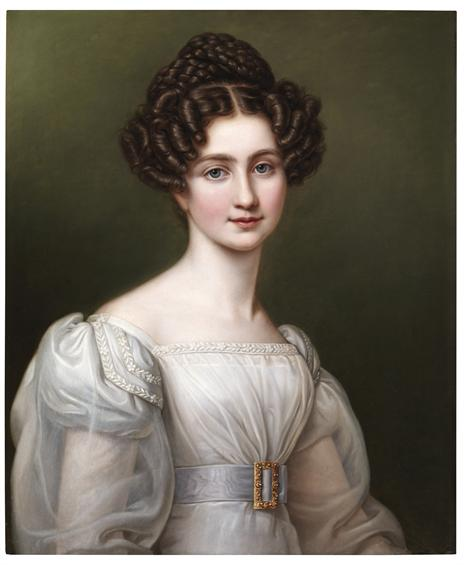
Eugénie in jungen Jahren

Eugénie Hortense Auguste Napoléone Prinzessin von Leuchtenberg war die Tochter von Eugène de Beauharnais, Herzog von Leuchtenberg und Fürst von Eichstätt (* 3. September 1781), sowie der Prinzessin Auguste Amalie von Bayern (* 21. Juni 1788). Eugénies Vater war der Stief- und Adoptivsohn von Napoleon I. Nachdem Kaiser Napoleon seinen Adoptivsohn zum französischen Prinzen und 1805 zum Vizekönig von Italien erhoben hatte, vermählte er ihn 1806 mit der Prinzessin Auguste Amalie, der Tochter des bayerischen Königs Maximilian I. Joseph.

### Geschwister
- Joséphine (* 14. März 1807; † 7. Juni 1876); ⚭ 1823 Gemahlin des Königs Oskar von Schweden
- Karl August Eugen Napoleon, Herzog von Leuchtenberg (* 9. Dezember 1810; † 18. März 1835); ⚭ 1834 Prinzgemahl der Königin Maria II. von Portugal
- Amélie (* 31. Juli 1812; † 26. Januar 1873); ⚭ 1829 zweite Gemahlin des Kaisers Dom Pedro von Brasilien
- Théodelinde (* 13. April 1814; † 1. April 1857); ⚭ 1841 Gemahlin des Grafen Wilhelm von Württemberg
- Caroline Clotilde (* 15. Januar 1816; † 25. Januar 1816)
- Maximilian Eugen Joseph Napoleon, Herzog von Leuchtenberg (* 2. Oktober 1817; † 1. Nov. 1852); ⚭ 14. Juli 1839 mit der Großfürstin Maria von Russland, wobei er den Titel „Kaiserliche Hoheit“ und den Rang eines russischen Generalmajors erhielt

## Kindheit und Jugendjahre

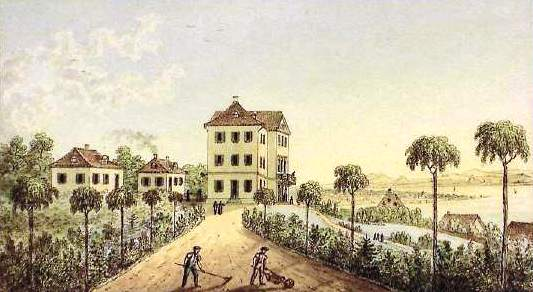
Schloss Eugensberg um 1850

Eugénie wuchs im Palais Leuchtenberg an der Ludwigstraße in München, im Schloss Ismaning sowie in der Residenz Eichstätt auf und verbrachte die Sommermonate mit ihren Eltern häufig auf dem von ihrem Vater erbauten Schloss Eugensberg am Bodensee im heutigen Salenstein. Ihre Erziehung war streng katholisch. Nach dem Morgengruß bei ihren Eltern besuchte sie den Frühgottesdienst. Religionsunterricht wurde ihr in München vom Hofprediger Hauber erteilt, der sie auch auf die Erstkommunion vorbereitete. Die elterlichen Verhältnisse waren in jeder Hinsicht fürstlich. So schrieb der Marquis de la Moussay im Jahr 1822: Le prince Eugène Beauharnais étale à Munich un luxe supérieur à celui de la cour. (dt. „Prinz Eugène Beauharnais entfaltet in München einen größeren Luxus als der Hof“). Das Münchener Palais hatte der bayerische Architekt Leo von Klenze für über zwei Millionen Gulden erbaut. Als ihr Vater 1824 starb, erbte Eugénie Schloss Eugensberg von ihm.

## Leben in Hechingen

### Heirat mit Konstantin

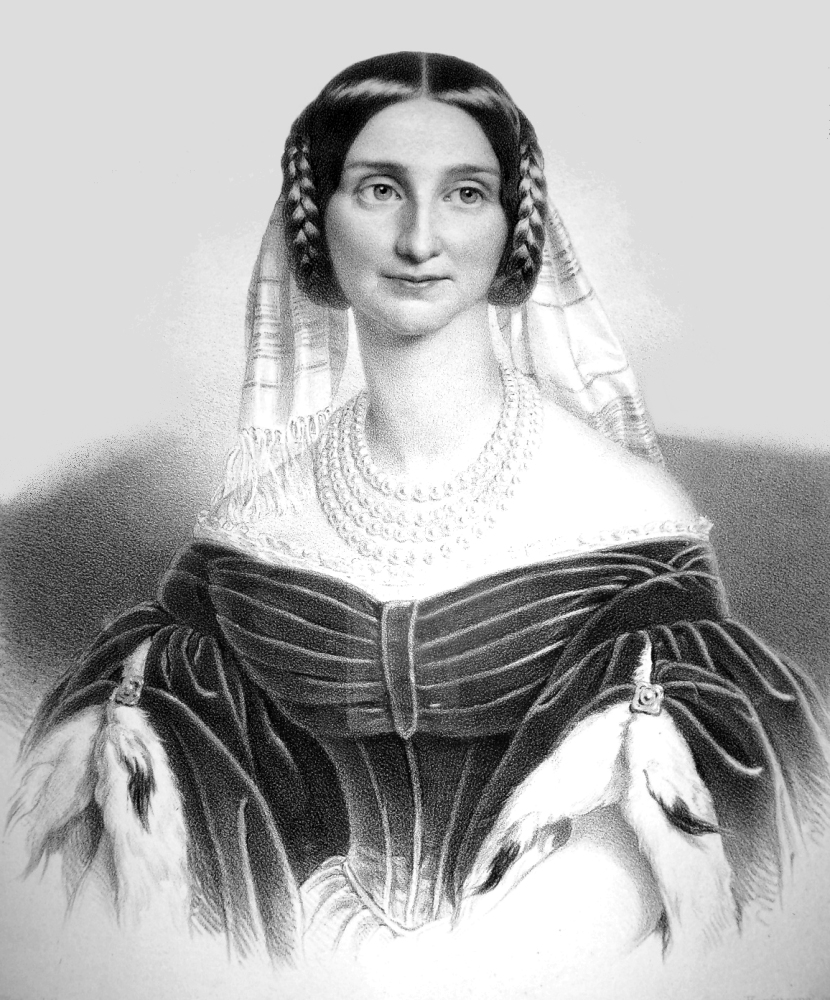
Eugénie als Landesmutter

Am 22. Mai 1826 fand die Hochzeit mit dem ebenfalls katholischen Erbprinzen Konstantin im Dom zu Eichstätt statt. Vor der Trauung hatte sich das Paar kaum gekannt, was damals in hochadligen Kreisen nicht ungewöhnlich war. Nach Hechingen brachte Eugénie den Leuchtenbergischen Hofkavalier Gustav von Billing als Finanzberater mit, der im Auftrag ihrer Mutter über die eingebrachte hohe Mitgift wachen sollte und als Berater auch rasch das Vertrauen Konstantins gewann. Bis 1833 wohnte das Erbprinzenpaar auf Schloss Lindich nahe Hechingen, der Residenzstadt des Fürstentums Hohenzollern-Hechingen. Sie verbrachten zur Sommerzeit viele Monate auf Schloss Eugensberg, pflegten dort den Kontakt zu ihrer Tante Hortense und zu ihrem Cousin Louis Napoleon, dem späteren Napoleon III. In Hechingen besuchte Eugénie häufig Kranke und Arme, schrieb viele Briefe, las geistliche Bücher, spielte Klavier und arbeitete an Stickereien. Eugénie besuchte immer wieder ihre Mutter in München. Bei einem dieser Besuche, zu Weihnachten 1837, brachte ihre Tante Herzogin Ludovika in Bayern eine Tochter zur Welt. Eugénie wurde Taufpatin und hielt die kleine Herzogin am 26. Dezember 1837 über das Taufbecken. Bei dem Baby handelt es sich um die spätere Kaiserin Elisabeth von Österreich, besser bekannt unter ihrem Spitznamen „Sisi“.

### „Villa Eugenia“
Eugénie war sehr lebenslustig und erlegte auf einer Jagd mit ihrem Gemahl im Jahr 1831 selbst einen Hirsch. Das Paar unternahm viele Reisen nach München, an den Bodensee zu Schloss Eugensberg oder an den Sommersitz des bayerischen Königs in Tegernsee. 1833 begann eine große Italienreise, die beinahe eineinhalb Jahre dauerte und bis nach Sizilien führte.

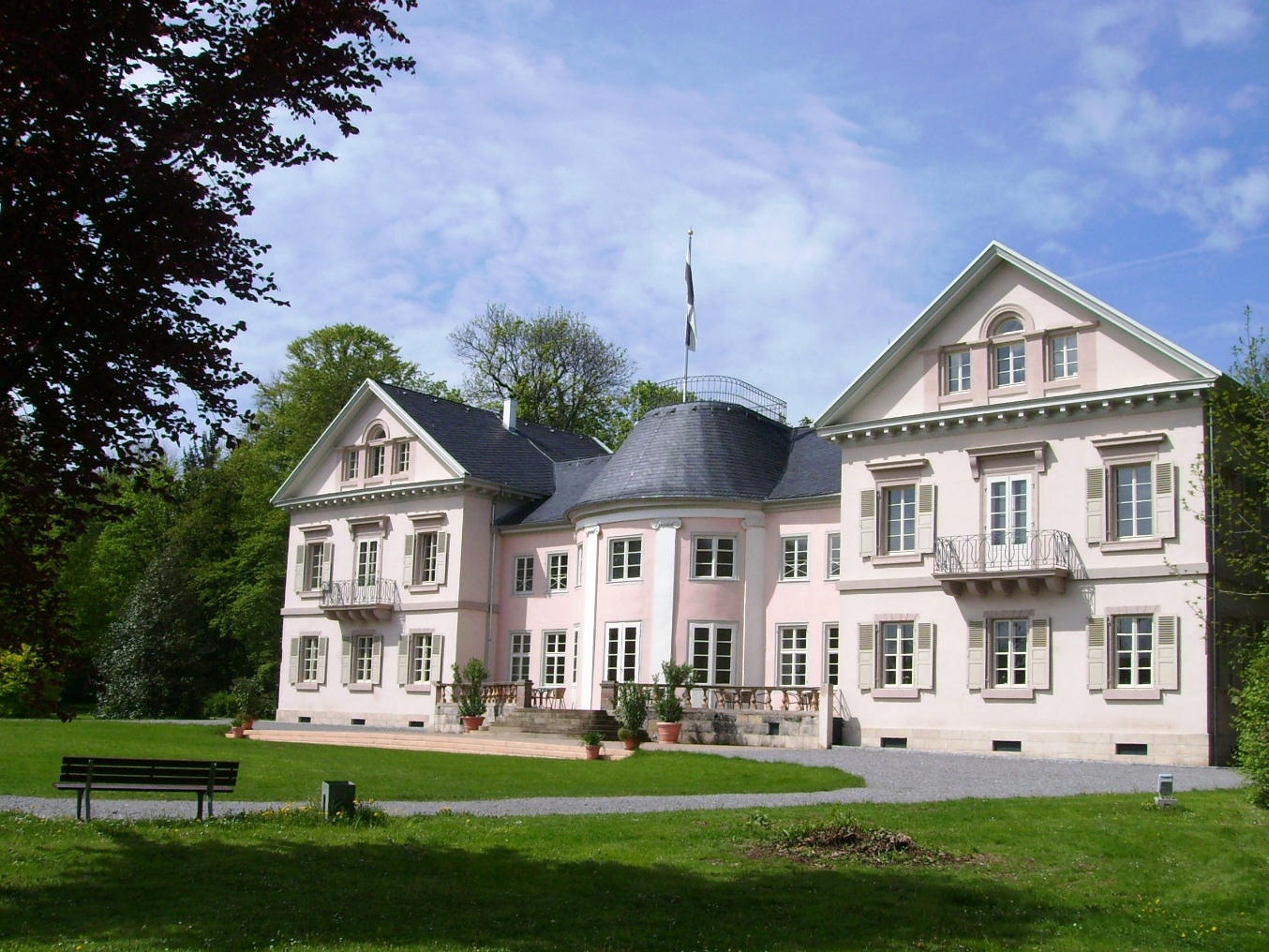
Villa Eugenia

Eugénie verkaufte dann Schloss Eugensberg. Käufer war für 32.000 Gulden Heinrich von Kiesow aus Augsburg. Von dem Erlös finanzierte man den Umbau der Villa Eugenia in Hechingen, in die das Erbprinzenpaar 1834 einzog. Die Fürstin erwarb das am südlichen Rand des Parks gelegene Gasthaus Zur Silberburg und ließ es 1844 zu einer Villa umbauen, welche zugleich als Gästehaus für die adligen Verwandten genutzt wurde. Die umliegenden Gärten wurden ebenfalls aufgekauft und ein englischer Landschaftsgarten angelegt, der heute so genannte Fürstengarten.
Berühmte Persönlichkeiten waren Gäste des Hechinger Fürstenpaares: Eugénies Vetter Kaiser Napoleon III., Hector Berlioz und Franz Liszt, der mehrere Monate in Hechingen verbrachte und im Schloss Lindich untergebracht wurde. Die Hofkapelle unter der Leitung Thomas Täglichbecks genoss einen guten Ruf. Zu den sonntäglichen Hofkonzerten in der Villa, an denen sich Konstantin und Eugénie beteiligten, waren ab 1843 auch die Mitglieder der Museumsgesellschaft und des Musikvereins zugelassen. Konstantin selbst komponierte und wirkte als Sänger; Eugénie sang im Chor bei Aufführungen wie Joseph Haydns Sieben letzten Worten unseres Erlösers am Kreuze am Karfreitag 1830 in der Hechinger Stiftskirche.
Konstantin hatte zahlreiche außereheliche Affären, was Eugénie wohl nicht verborgen blieb. Man kann davon ausgehen, dass die Ehe nicht sehr glücklich war. Zu ihrem Hofstaat gehörten Marie von Wagner als Hofdame, zwei Kammerfrauen, eine Beschließerin, zwei Diener und der Leibkutscher.

### Die fromme Wohltäterin

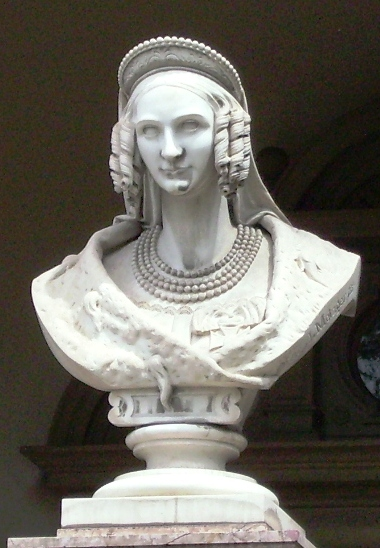
Büste Eugénies vor dem heutigen Amtsgericht Hechingen

Eugénie blieb kinderlos und suchte Trost in einer zunehmenden Frömmigkeit. Der Tag begann und endete mit Gebeten. Sie gründete ein Altersheim und 1839 die große Kinderbewahranstalt in Hechingen – das Gebäude mit ihrer Büste ist heute Sitz des Amtsgerichts. Es wurde für jene Kinder errichtet, deren Eltern „wegen Betreibung eines Gewerbes oder wegen Verrichtung ihrer Haus- und Feldgeschäfte an der Aufsicht, Pflege und Erziehung ihrer kleinen Kinder öfters gehindert“ waren.

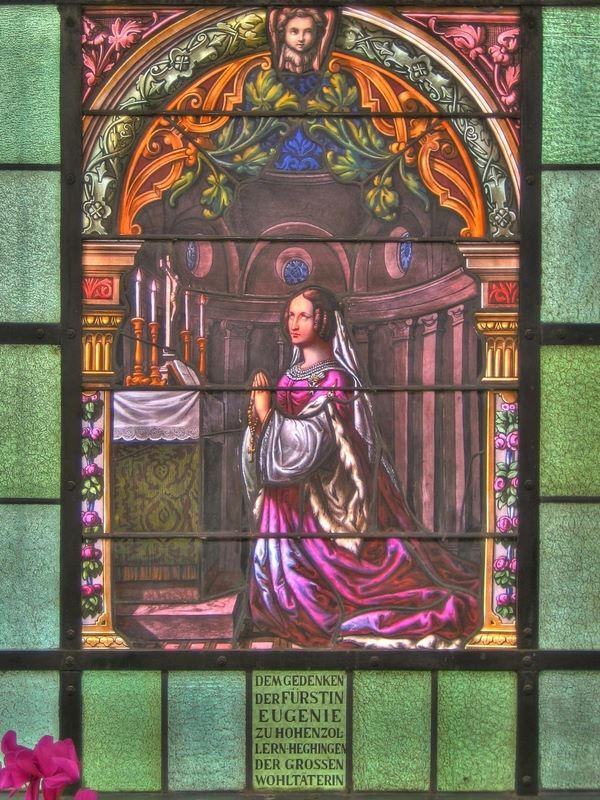
Gedenkfenster in der Stiftskirche Hechingen

Liebevoll kümmerte sie sich auch zehn Jahre lang um ihren kranken Schwiegervater Fürst Friedrich, der sich von den Kriegsverletzungen nie erholt hatte und 1838 auf Schloss Lindich starb. Gemeinsam mit ihrem Mann nahm Eugénie jeden Gründonnerstag an zwölf alten und bedürftigen Einwohnern eine Fußwaschung vor, um sie danach zu einem Apostelmahl ins Billardhäuschen im Fürstengarten einzuladen, wo nach einem Gebet Stockfisch mit Sauerkraut gereicht wurde.
Eugénie erkrankte an Tuberkulose. Ab 1842 mehrten sich die Anzeichen der Krankheit. Nach der Teilnahme an der Taufe ihres Cousins Ludwig war sie bis in den Sommer 1845 bettlägerig in Schloss Ismaning und konnte erst Mitte September nach Hechingen zurückkehren. Im Winter 1846 zog sie in die sogenannte Hofküche direkt hinter der Villa Eugenia um, da hier besser geheizt werden konnte. Von ihren Ärzten wurde sie mit aus heutiger Sicht kuriosen Methoden behandelt. Dazu gehörte das Inhalieren von Kuhdungdämpfen und das Verbrennen von Moxastäbchen auf ihrer Brust. Wegen der Ansteckungsgefahr durfte sie ihren Mann nur noch selten und auf Distanz sehen. Im Sommer 1847 begab sie sich zur Kur nach Badenweiler. Auf der Rückreise starb sie im Hotel Post in Freudenstadt am 1. September 1847.
Eugénie wurde in der Gruft vor dem Hochaltar in der Hechinger Stiftskirche beigesetzt. Ihr Herz, das auf Wunsch ihrer Mutter in der Hauskapelle des Palais Leuchtenberg in München in einer Urne verwahrt wurde, ist seit 1952 in einer Nische beim rechten Choraufgang der Stiftskirche untergebracht. In ihrem Testament bestimmte Eugénie einen erheblichen Teil ihres Vermögens, das sich bei ihrem Tod auf etwa 850.000 Gulden belief, für wohltätige Zwecke. Die ihren „lieben Hechingern“ für soziale Zwecke vermachten Werte waren davon anteilig etwa 273.000 Gulden.

## Stammbaum
| Ahnentafel Eugénie de Beauharnais | Ahnentafel Eugénie de Beauharnais                                                          | Ahnentafel Eugénie de Beauharnais                                                          | Ahnentafel Eugénie de Beauharnais                                                          | Ahnentafel Eugénie de Beauharnais                                                          | Ahnentafel Eugénie de Beauharnais                                                                        | Ahnentafel Eugénie de Beauharnais                                                                        | Ahnentafel Eugénie de Beauharnais                                                                        | Ahnentafel Eugénie de Beauharnais                                                                        |
| --------------------------------- | ------------------------------------------------------------------------------------------ | ------------------------------------------------------------------------------------------ | ------------------------------------------------------------------------------------------ | ------------------------------------------------------------------------------------------ | --- | --- | --- | --- |
| Urgroßeltern                      | François de Beauharnais ⚭ Marie Anne Henriette Francoise Pyvart de Chastullé               | François de Beauharnais ⚭ Marie Anne Henriette Francoise Pyvart de Chastullé               | Joseph-Gaspard Tascher de La Pagerie ⚭ Rose-Claire des Vergers de Sannois                  | Joseph-Gaspard Tascher de La Pagerie ⚭ Rose-Claire des Vergers de Sannois                  | Friedrich Michael von Pfalz-Birkenfeld (1724–1767) ⚭ 1746 Maria Franziska von Pfalz-Sulzbach (1724–1794) | Friedrich Michael von Pfalz-Birkenfeld (1724–1767) ⚭ 1746 Maria Franziska von Pfalz-Sulzbach (1724–1794) | Georg Wilhelm von Hessen-Darmstadt (1722–1782) ⚭ 1748 Luise zu Leiningen-Dagsburg-Falkenburg (1729–1818) | Georg Wilhelm von Hessen-Darmstadt (1722–1782) ⚭ 1748 Luise zu Leiningen-Dagsburg-Falkenburg (1729–1818) |
| Großeltern                        | Alexandre de Beauharnais (1760–1794) ⚭ 1779 Joséphine de Tascher de la Pagerie (1763–1814) | Alexandre de Beauharnais (1760–1794) ⚭ 1779 Joséphine de Tascher de la Pagerie (1763–1814) | Alexandre de Beauharnais (1760–1794) ⚭ 1779 Joséphine de Tascher de la Pagerie (1763–1814) | Alexandre de Beauharnais (1760–1794) ⚭ 1779 Joséphine de Tascher de la Pagerie (1763–1814) | Maximilian I. Joseph von Bayern (1756–1825) ⚭ 1785 Auguste Wilhelmine von Hessen-Darmstadt (1765–1796)   | Maximilian I. Joseph von Bayern (1756–1825) ⚭ 1785 Auguste Wilhelmine von Hessen-Darmstadt (1765–1796)   | Maximilian I. Joseph von Bayern (1756–1825) ⚭ 1785 Auguste Wilhelmine von Hessen-Darmstadt (1765–1796)   | Maximilian I. Joseph von Bayern (1756–1825) ⚭ 1785 Auguste Wilhelmine von Hessen-Darmstadt (1765–1796)   |
| Eltern                            | Eugène de Beauharnais (1781–1824) ⚭ 1806 Auguste von Bayern (1788–1851)                    | Eugène de Beauharnais (1781–1824) ⚭ 1806 Auguste von Bayern (1788–1851)                    | Eugène de Beauharnais (1781–1824) ⚭ 1806 Auguste von Bayern (1788–1851)                    | Eugène de Beauharnais (1781–1824) ⚭ 1806 Auguste von Bayern (1788–1851)                    | Eugène de Beauharnais (1781–1824) ⚭ 1806 Auguste von Bayern (1788–1851)                                  | Eugène de Beauharnais (1781–1824) ⚭ 1806 Auguste von Bayern (1788–1851)                                  | Eugène de Beauharnais (1781–1824) ⚭ 1806 Auguste von Bayern (1788–1851)                                  | Eugène de Beauharnais (1781–1824) ⚭ 1806 Auguste von Bayern (1788–1851)                                  |
| Eugénie de Beauharnais            |                                                                                            |                                                                                            |                                                                                            |                                                                                            | | | | |

## Film

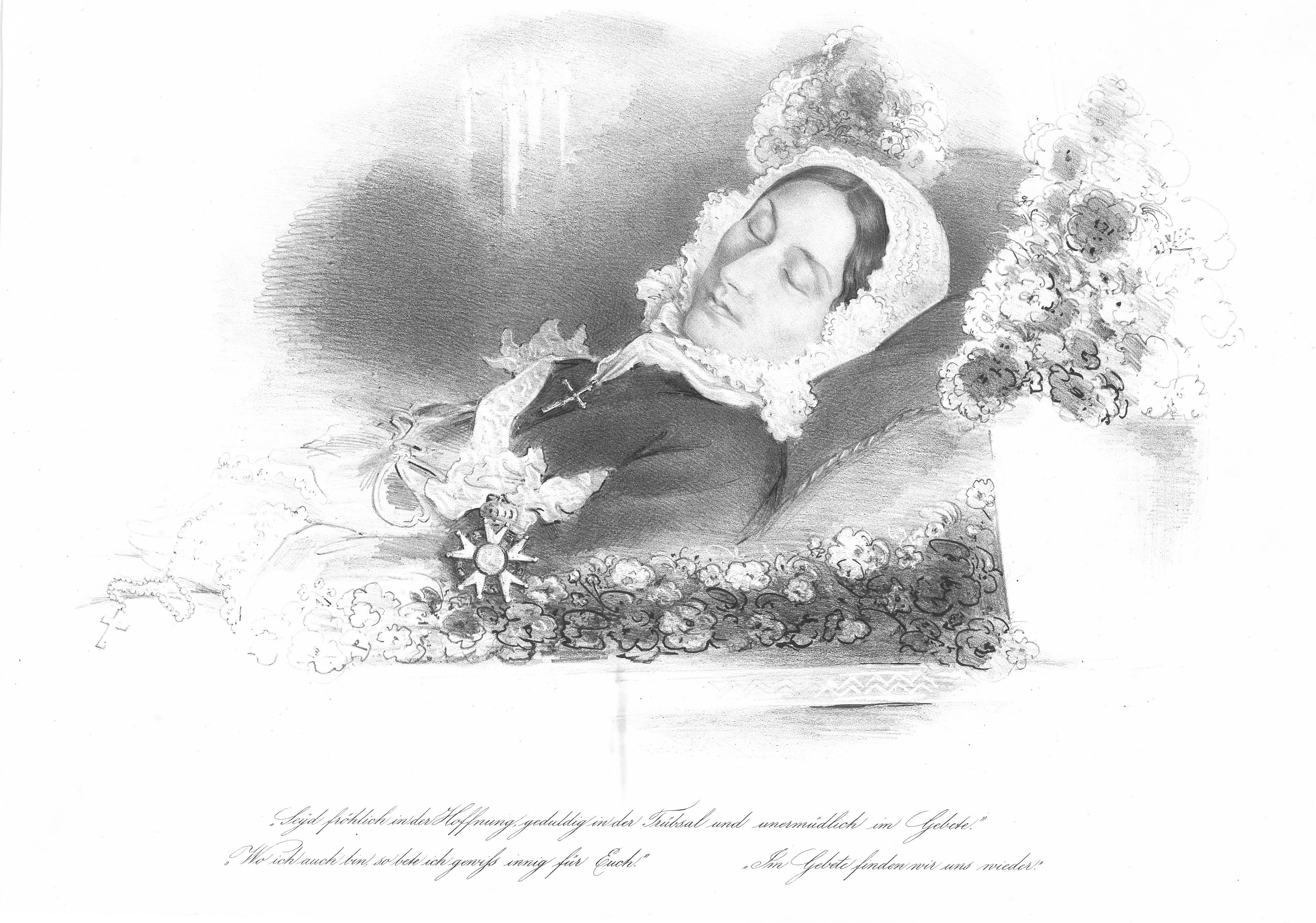
Aufgebahrte Fürstin

- Napoleons Erben in Bayern. Die Herzöge von Leuchtenberg, BR-Filmdokumentation von Bernhard Graf, 2020.